# Kemper & Van Twist
Kemper & Van Twist is een Nederlands bedrijf uit Dordrecht dat met licentie van Nekaf de Nekaf Jeep assembleerde.
Die Nekaf Jeep werd tot in de jaren negentig bij de Nederlandse Koninklijke Landmacht gebruikt. Ook maakte de firma vrachtwagens, waarvan enkele modellen met Seddon-motoren, die als Seddon-Van Twist verkocht werden.